# San Gabriel Mountains National Monument

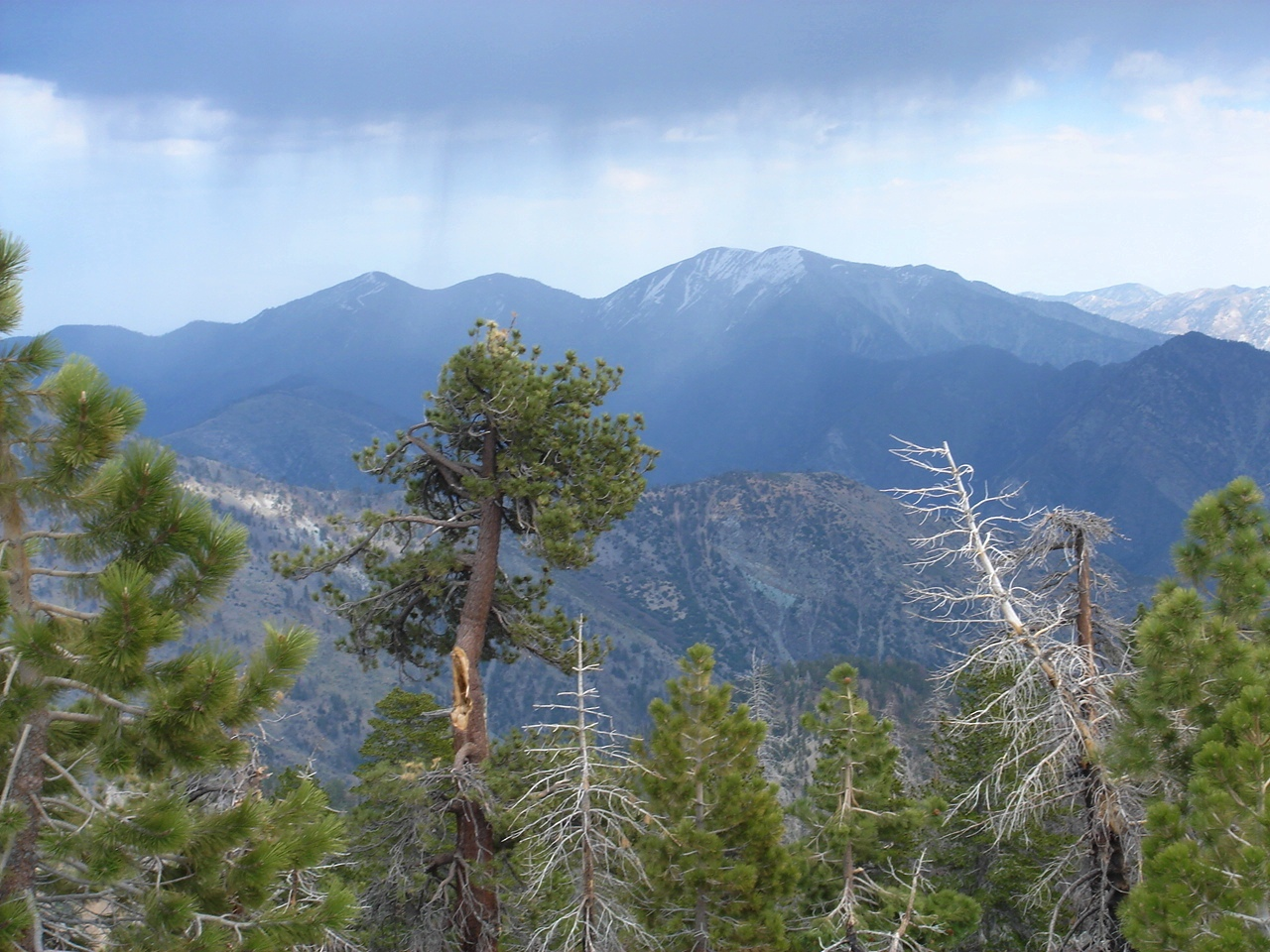
Mount San Antonio und andere Berge im San Gabriel Mountains National Monument

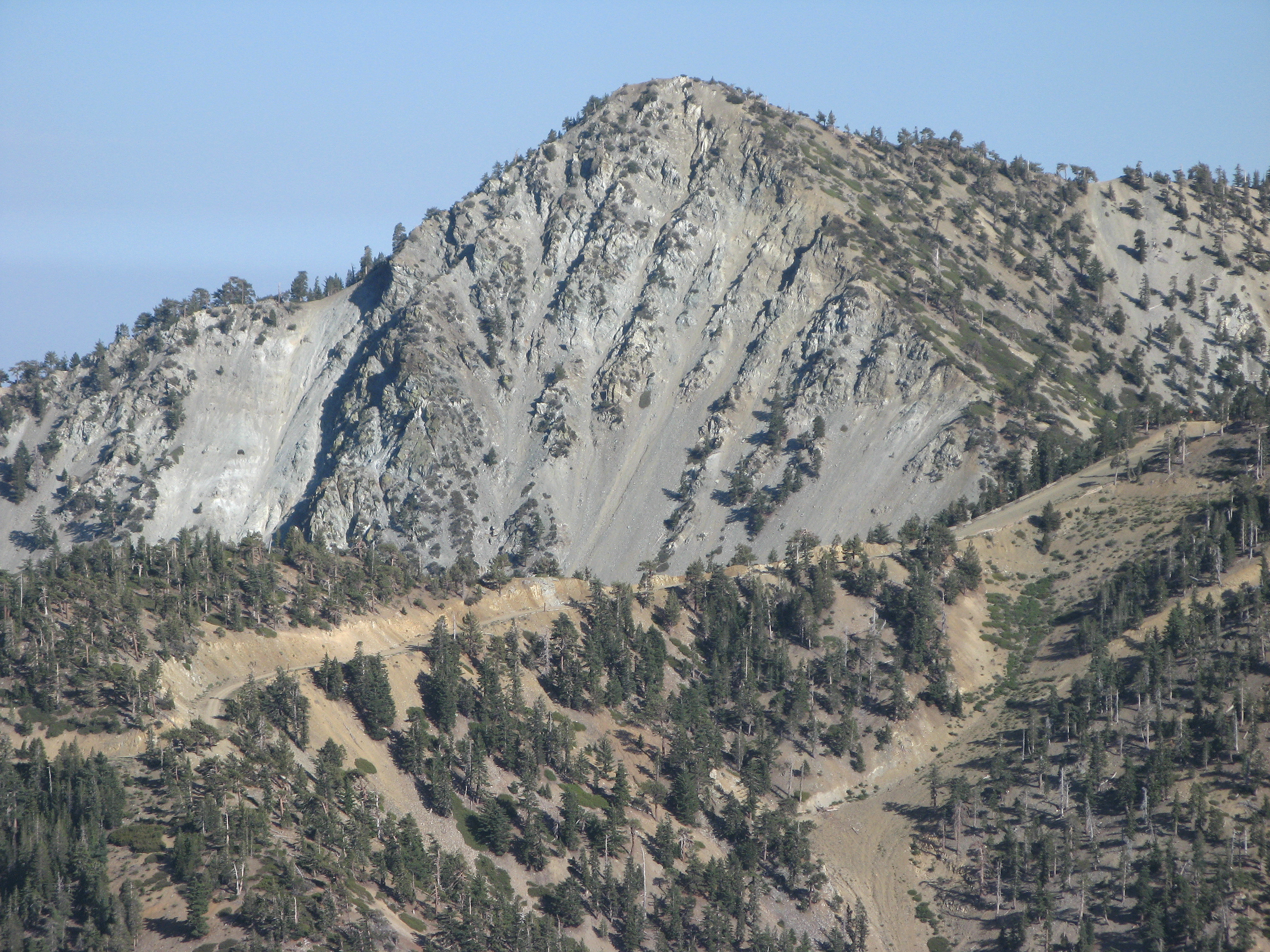
Telegraph Peak

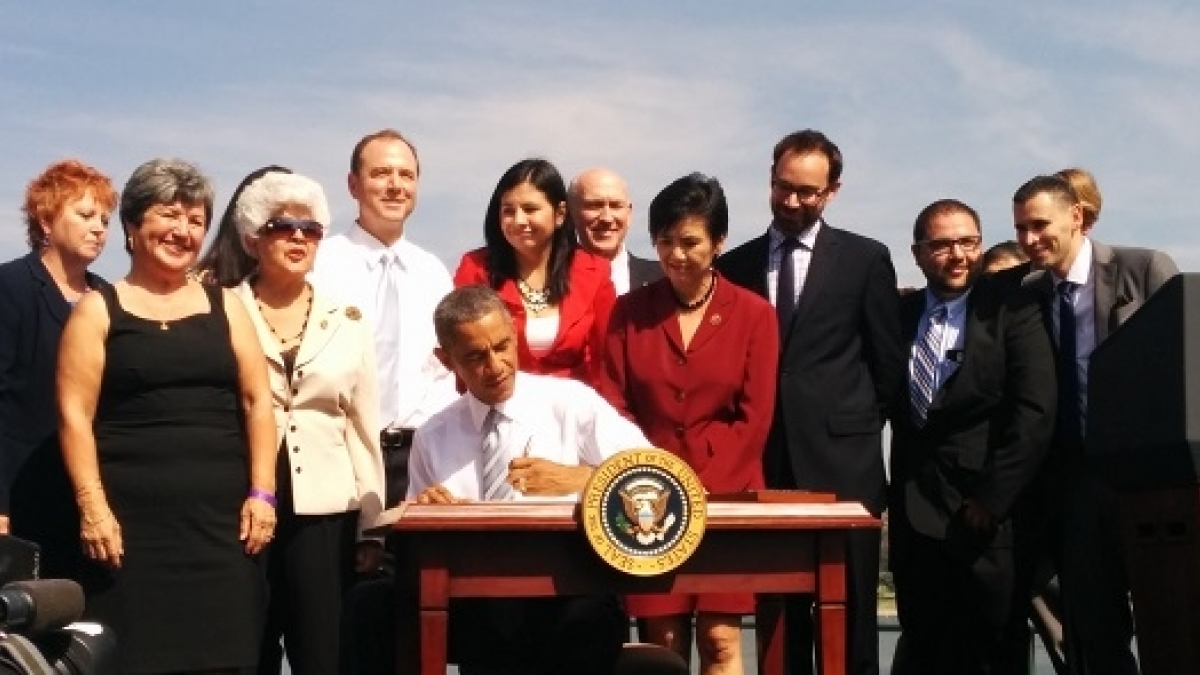
Barack Obama bei der Unterzeichnung der Presidential Proclamation 2014

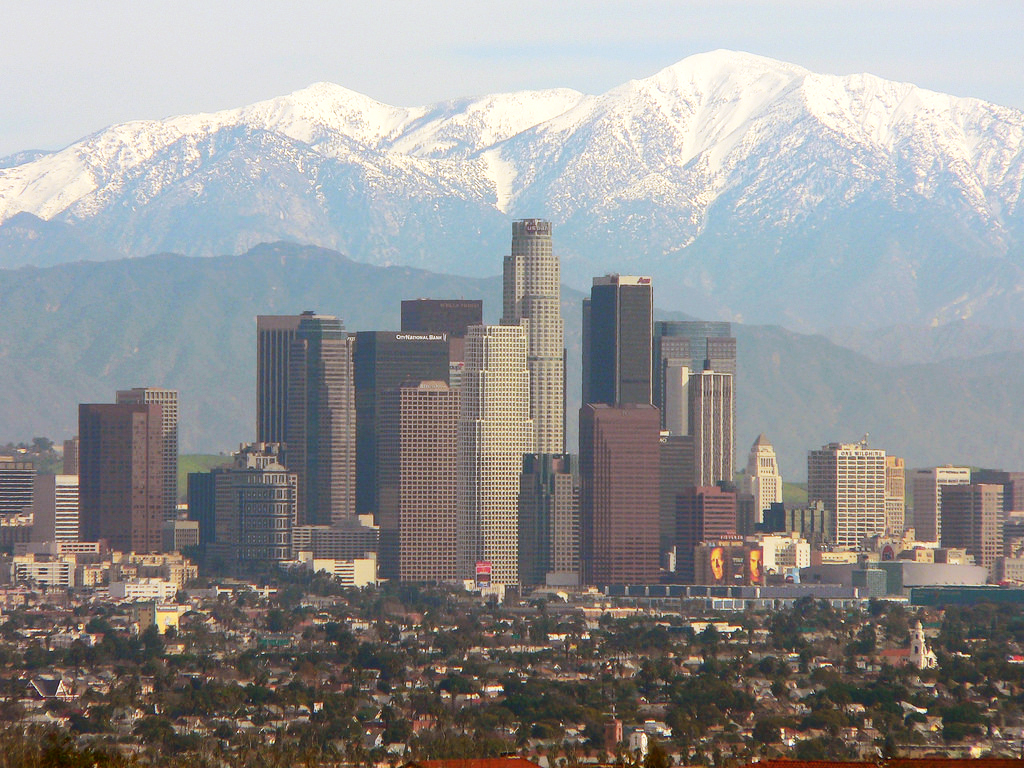
Los Angeles mit dem National Monument im Hintergrund

Das San Gabriel Mountains National Monument ist ein US-amerikanisches National Monument in den San Gabriel Mountains im Los Angeles County von Kalifornien. Das liegt am nordöstlichen Stadtrand von Los Angeles. Es wurde durch Präsident Barack Obama durch eine Presidential Proclamation am 10. Oktober 2014 mit einer Flächengröße von 346.177 Acres (140.093 ha) ausgewiesen. Das National Monument wurde wegen des Vorhandenseins gefährdeter Tier- und Pflanzenarten, wichtiger historischer Fundstellen und der Gefahr von Eingriffen in die Umwelt ausgewiesen. Bereits vor der Ausweisung als National Monument waren vier Teilflächen des Gebietes als Wilderness Area Magic Mountain Wilderness, Pleasant View Ridge Wilderness, San Gabriel Wilderness und Sheep Mountain Wilderness ausgewiesen. Diese Schutzgebiete blieben auch nach der Ausweisung des National Monuments unverändert bestehen.

## Verwaltung und Flächenbesitz des National Monuments
Es steht unter der Verwaltung des United States Forest Service (USFS). Die gesamten Flächen befinden sich im Bundesbesitz und wurde bereits vor der Ausweisung vom USFS in zwei National Forests betreut. Dabei gehörten bzw. gehören 342.177 Acres zum Angeles National Forest und 4002 Acres zum San Bernardino National Forest. Bisherige Nutzungen dürfen ungehindert weiter ausgeübt werden. Millionen von Menschen suchen das Gebiet zur Erholung auf. Über 15 Millionen Menschen leben innerhalb von 90 Minuten Autofahrzeit vom National Monument entfernt. 70 Prozent der Freifläche um Los Angeles liegen im Schutzgebiet. 30 Prozent des Trinkwassers von Los Angeles kommt aus dem Gebiet.
Privatgrundstücke innerhalb der Grenzen des National Monumentes sind nicht Teil des Schutzgebietes. Diese Privatgrundstücke können nur Teil des National Monuments werden, sofern sie freiwillig von den Vereinigten Staaten erworben werden können. Erwirbt der Bund Privatgrundstücke innerhalb des National Monument, so werden diese Grundstücke Teil des Schutzgebietes. Die Ausweisung des National Monuments hat keinen Einfluss auf die Rechte von Eigentümern von Grundstücken, welche sich nicht im Eigentum der USA befinden im oder an den Grenzen des Schutzgebietes.

## Tier- und Pflanzenarten

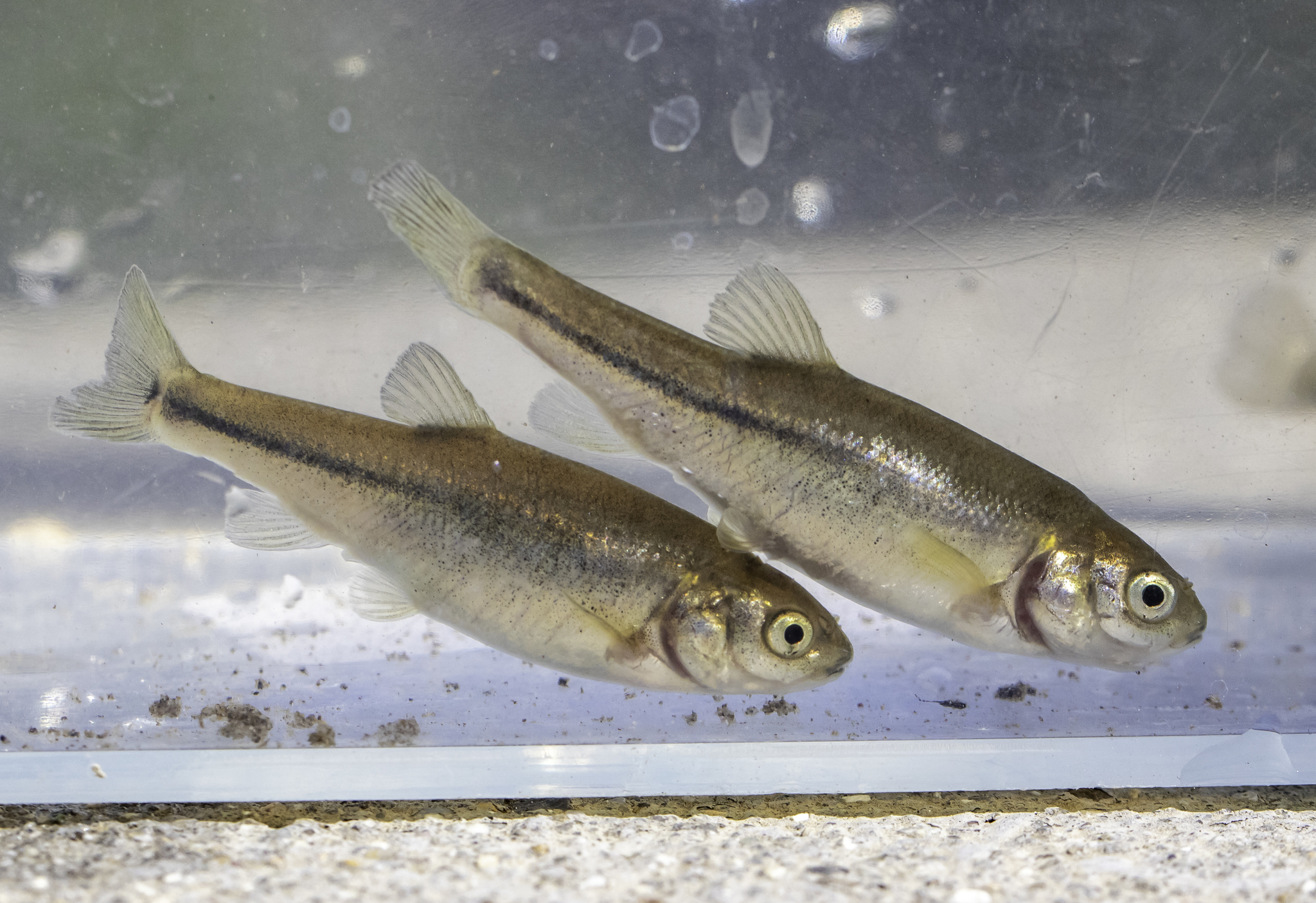
Gila orcuttii, endemische und gefährdete Fischart in Kalifornien

Im Schutzgebiet liegt der Mount San Antonio mit 3069 Metern der höchste Gipfel der San Gabriel Mountains, und der höchste Punkt im Los Angeles County. Dazu kommen zahlreiche weitere hohe Berge. Das Waldgebiet ist mit dichtem Chaparral und Eichenwäldern bewachsen, der mit zunehmender Höhe in Nadelbäume übergeht. In Höhenlagen wachsen überwiegend Jeffrey-Kiefer (Pinus jeffreyi), Küsten-Kiefer (Pinus contorta), Kolorado-Tanne (Abies concolor) und die Gewöhnliche Douglasie (Pseudotsuga menziesii).
Es kommen im Gebiet mehr als 300 endemisch Pflanzenarten vor. Zahlreichen Vogel-, Säugetier-, Fledermaus- und Insektenarten sind im Gebiet zu finden. Es kommen bedrohte Tierarten wie Dickhornschaf, Mountain yellow-legged frog (Rana muscosa) und die Fischart Arroyo chub (Gila orcuttii) vor. Auch die bedrohten Vogelarten Weißkopfseeadler, Wanderfalke, Fleckenkauz, Singammer und Bell's vireo (Vireo bellii) leben hier. Es kommen auch die Säugetierarten Schwarzbär, Puma, Kojote und Maultierhirsch vor.

## Menschen im Gebiet
Archäologische Funde aus indianischer Zeit bis zu 8000 Jahre alt sind gefunden worden. Es sind mehr als 600 archäologischen Fundstätten bekannt. Drei der Fundstätten befinden sich im National Register of Historic Places. Auch Ruinen alter Hütten von weißen Siedlern und der Mount Lowe Railway befinden sich im Gebiet. Am San Gabriel River befindet sich die Geisterstadt Eldoradoville. Heute befinden sich 87 Meilen des Pacific Crest Trail und weitere wichtige Wanderwege im Schutzgebiet. Das Mount-Wilson-Observatorium liegt hier.
Die Ausweisung vom San Gabriel Mountains National Monument fand bei Befragungen bei 80 Prozent der Wahlberechtigten im Los Angeles County Zustimmung. Andere Ausweisungen von National Monument fanden deutlich weniger Zustimmung oder wurde gar abgelehnt.
Nach der Proklamation des National Monument flossen Spenden in Höhe von rund 3 Millionen Dollar an die National Forest Foundation für das Gebiet. Darüber hinaus erhielt die Stiftung insgesamt 500.000 Dollar von der Annenberg Foundation, der Lucile Packard Foundation for Children's Health und der California Endowment. Ein Jahr später spendete Coca-Cola 900.000 Dollar.

## Erweiterung des Schutzgebietes
Im Mai 2023 brachten die Abgeordnete Judy Chu und der Senator Alex Padilla ein Gesetzespaket ein, das das Monument um über 100.000 Acres erweitern und davon zusätzlich 31.000 Acres als  Wilderness Area ausweisen würde. Die Befürworter eines erweiterten Monuments sind der Ansicht, dass die Erweiterung dazu beitragen wird, die Klima- und Biodiversitätskrise zu bewältigen, indem wichtige Lebensräume und Wildtierkorridore für Schwarzbären, Berglöwen, Kojoten, Dickhornschafe und Maultierhirsche geschützt werden, und dass sie einen Beitrag zu den staatlichen und bundesstaatlichen Zielen leisten wird, bis 2030 30 % der öffentlichen Flächen und Gewässer zu erhalten. Im Juni 2023 wandten sich Chu und Padilla in einem Brief an Präsident Joe Biden und baten ihn, das Monument durch eine Proklamation im Rahmen des Antiquities Act zu erweitern. Die geforderte Erweiterung würde auch bis zum Oberlauf des Los Angeles River reichen, einem wichtigen Wassereinzugsgebiet und einer wichtigen Trinkwasserquelle. Im äußersten Westen würde die Erweiterung Teile des Angeles National Forest in der Nähe von Sunland und im Placerita Canyon in der Nähe von Santa Clarita umfassen.